# Чемпионат мира по шоссейным велогонкам 1991
Чемпионат мира по шоссейным велогонкам 1991 года проходил с 21 по 25 августа в Штутгарте, Германия.

## Призёры
| Велогонка           | Золото                                                                      | Золото   | Серебро                                                                  | Серебро     | Бронза                                                                           | Бронза      |
| ------------------- | --------------------------------------------------------------------------- | -------- | ------------------------------------------------------------------------ | ----------- | -------------------------------------------------------------------------------- | ----------- |
| Мужчины             |                                                                             |          |                                                                          |             |                                                                                  |             |
| Велогонка           | Джанни Буньо · Италия                                                       | 6ч20’23" | Стевен Рокс · Нидерланды                                                 | то же время | Мигель Индурайн · Испания                                                        | то же время |
| Команды             | Италия · Флавиа Анастасиа · Лука Коломбо · Джанфранко Контри · Андреа Перон |          | Германия · Уве Пешель · Бернд Диттерт · Уве Берндт · Михаэль Рих         |             | Норвегия · Стиг Кристиансен · Джонни Саэтер · Роар Сконе · Бьёрн Стенерсен       |             |
| Велогонка, любители | Виктор Ржаксинский · СССР                                                   |          | Давиде Ребеллин · Италия                                                 |             | Беат Цберг · Швейцария                                                           |             |
| Женщины             |                                                                             |          |                                                                          |             |                                                                                  |             |
| Велогонка           | Леотин ван Морсел · Нидерланды                                              | 2ч09’47" | Инга Томпсон · США                                                       | +1’54"      | Элисон Сидор · Канада                                                            | +2’46"      |
| Команды             | Франция · Марион Клинье · Натали Жендрон · Сесиль Оден · Катрин Марсаль     |          | Нидерланды · Моника де Брёйн · Моника Кнол · Кора Вестланд · Астрид Схоп |             | СССР · Надежда Кибардина · Валентина Полханова · Айга Загорска · Наталья Гринина |             |